# 太年輕
〈太年輕〉（英語：Too Young）是《探險活寶》第三季的第5集。在卡通頻道2011年8月8日播出。本集以阿寶和老皮為主角。在這一集裡，檸檬公爵發現泡泡糖公主暫時恢復到只有13歲的樣子，想篡奪糖果王國的王位。阿寶使用惡作劇使他強迫離開。泡泡糖公主最終使自己再度回到18歲的樣子，她才可重要回王位。

## 劇情
在糖果王國，阿寶和年輕泡泡糖公主一起度過一天。阿寶遵照老皮的建議向公主求婚。然而，因為泡泡糖現在年輕就統治王國，所以她的第一個創作—檸檬公爵要篡奪王位。檸檬公爵喧噪、說話刺耳又暴虐，並且威脅將以輕罪之名的人民關進王國的地牢。於是泡泡糖和阿寶決定對他進行惡作劇直到他離開。最終他們用辣醬在他的食物下毒; 然而他發現他們的詭計，並將他們關進地牢。
在地牢，泡泡糖才了解需要回到自己18歲，但她缺乏“糖果生質”。於是忠實公民每人提供自己一塊，並把它們黏在身上。但需要一種催化劑：阿寶所提供“大愛擁抱”的溫度。泡泡糖恢復到原來的樣子，開除了檸檬公爵，並直立王國。然而她藐視阿寶，因為她年紀大了。老皮透過電話安慰阿寶告訴他，成功要點是要堅持不懈及奉獻精神。

## 製作

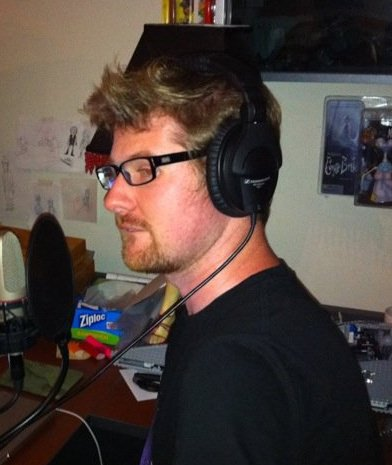
此集發表賈斯汀·羅蘭德飾演的角色檸檬公爵。

由潘得頓·沃德，肯特·奧斯本、派屈克·麥克海爾（Patrick McHale）和馬克·班克（Mark Banker）撰寫的故事《太年輕》由湯姆·赫皮奇和傑西·莫伊尼漢擔任編劇和分鏡。此集是莫伊尼漢和赫皮奇首次共同合作。在《探險活寶》之前是“漫畫筆友”，有段時間一直想上一集共同製作。
此集有檸檬公爵。據莫伊尼漢說，起初這角色不明確，他和湯姆再加以設定，使他“變得奇怪，更加鮮明”，所以人們會記得他是反派角色。檸檬公爵的草圖是莫伊尼漢製作; 赫皮奇後添加服裝和劍。角色的原名為“Lemonsour”，但後來更改。此角色由賈斯汀·羅蘭德飾演。在聽到羅蘭德的聲音之後，莫伊尼漢說就像是“夢想成真”，因為有部分是羅蘭德提供莫伊尼漢所想像的檸檬公爵獨特的聲音肯特·奧斯本後來指出，飾演檸檬公爵是負重擔，而當羅蘭德說完台詞時常常渾身是汗。《太年輕》也是首次出現檸檬公爵引人注目的話語“不能接受！”雖然被莫伊尼漢用於後續第四季這集《都是你害的》，赫皮奇拒絕再次放這句台詞在分鏡上以免濫用。
薄荷糖管家所提到來自火星的食物; 這是史蒂夫·李特即興所加入的，被指示可隨興說話，以便可被羅蘭德插話。這偶然細節讓莫伊尼漢激動，他認為這在網路上被分析透徹。令他失望的是大多數影迷似乎都錯過了參考。第三季的創意總監的科爾·桑切斯製作泡泡糖賦予生命檸檬公爵的短暫場景，以及老皮向阿寶詳述如何“主動“來贏得愛為目的的結尾。至於後者，桑切斯指出這是“婉轉伏筆”。
在第二季《人類大反擊》中，首次出現“泡泡糖公主”成13歲的女孩。泡泡糖的年輕版由之前在《人類大反擊》所扮演的角色伊莎貝拉·艾克絲飾演。據莫伊尼漢說，最初有“傳言”讓年輕的泡泡糖出現幾集，但最終13歲的她在恢復正常之前減到只有兩次。

## 迴響
《太年輕》於2011年8月8日卡通頻道首播。有2.089百萬觀眾收看，並在18-49歲的人口中獲得了0.34的尼爾森收視率。尼爾森收視率是測量美國電視節目的觀眾人數和組成的收視率系統，表示所有18至49歲的家庭中的0.34%播出時收看。此集首次發行於包括系列前四季的16集的2013年《老皮對咪喵》DVD。2014年2月25日發行於第三季完整版DVD。
《Watch Play Read》的瑞恩·湯普森（Ryan Thompson）評此集打90%，稱作“本季所期待的一集”。他斷定這是有趣的一集，但希望阿寶和年輕泡泡糖之關係可以在往後劇集發展。《DVD Talk》的泰勒·福斯特（Tyler Foster）認為透過本季“觀眾認識和愛的角色”之範例，詳述阿寶和泡泡糖之間的關係。福斯特讚揚檸檬公爵，寫道此集“顯示有些奇怪、有時讓人目瞪口呆又有趣的怪癖，非常異常的檸檬公爵”。《影音俱樂部》十集附加部分中表明《探險活寶》的“複雜感情”離奇。
將泡泡糖公主恢復原來18歲的決定在網路上引起爭議，許多影迷都注意到只是恢復原狀。但沃德無視輿論，好如赫皮奇在DVD評註中所說：“我們不是給人艱難時刻，而是做出優質娛樂。” 泡泡糖回到18歲也著重於犧牲的概念及糖果王國不能沒有她的統治之實情。
此集之後被提名為2012年黃金時段艾美獎短篇動畫節目，然而並沒有獲獎。